# NGC 7221
NGC 7221 је спирална галаксија у сазвежђу Јужна риба која се налази на NGC листи објеката дубоког неба.
Деклинација објекта је - 30° 33' 48" а ректасцензија 22h 11m 15,1s. Привидна величина (магнитуда) објекта NGC 7221 износи 12,1 а фотографска магнитуда 12,9. Налази се на удаљености од 54,700 милиона парсека од Сунца. NGC 7221 је још познат и под ознакама ESO 467-18, MCG -5-52-43, AM 2208-304, IRAS 22083-3048, PGC 68235.